# Derek Drymon
Derek Drymon (* 1965 in Jefferson, New Jersey) ist ein US-amerikanischer Regisseur, Filmproduzent und Drehbuchautor.

## Leben
Nach seinem Schulabschluss im Jahr 1987 absolvierte Drymon an der New Yorker School of Visual Arts eine Ausbildung zum Illustrator. Anschließend arbeitete er als Animator für Disney, bevor er nach Kalifornien zog um beim Fernsehsender Nickelodeon zu arbeiten.
1993 arbeitete er an Rockos modernes Leben und lernte dabei Tim Hill und Stephen Hillenburg kennen. Für seine Mitarbeit an der Folge DogGone der Serie Catdog wurde er für den Annie Award nominiert. Von 1999 bis 2004 war Drymon als Creative Director für Hillenburgs Erfolgsserie SpongeBob Schwammkopf tätig und wurde 2003 und 2004 jeweils für den Emmy nominiert. Er war zudem Produzent von Der SpongeBob Schwammkopf Film für den er auch einige Titel für den Soundtrack zusteuerte. Ab 1996 arbeitete er an den Storyboards für Hey Arnold!.

## Filmografie (Auswahl)

### Als Produzent
- 2002 – Spongebob Schwammkopf (Fernsehserie)
- 2004 – Der SpongeBob Schwammkopf Film
- 2010 – Adventure Time – Abenteuerzeit mit Finn und Jake

### Als Regisseur
- 2001 – SpongeBob Schwammkopf (Fernsehserie, 2001–2006)
- 2004 – Der SpongeBob Schwammkopf Film
- 2022: Hotel Transsilvanien 4 – Eine Monster Verwandlung (Hotel Transylvania: Transformania)

### Als Drehbuchautor
- 1996 – Rockos modernes Leben
- 1998 – Catdog
- 2004 – Der SpongeBob Schwammkopf Film

### Als Komponist/Texter
- 2004 – Der SpongeBob Schwammkopf Film
- 2007 – Alvin und die Chipmunks – Der Kinofilm

## Auszeichnungen
- 1998: Annie-Nominierung für Catdog
- 2003: Emmy-Nominierung für Spongebob Schwammkopf
- 2004: Emmy-Nominierung für Spongebob Schwammkopf